# Водянский (Краснодарский край)
Водянский — хутор в Кущёвском районе Краснодарского края.
Входит в состав Среднечубуркского сельского поселения.

## География
Расположен в северной части Приазово-Кубанской равнины.

### Улицы
- ул. Краснодарская[2].

## Население
| 2002 | 2010 |
| ---- | ---- |
| 7    | ↘1   |

По данным переписи 2002 года, в национальной структуре населения посёлка преобладают русские (86 %).